# Тур Гуама
Тур Гуама (англ. Tour of Guam) — шоссейная однодневная велогонка, проходящая по территории Гуама с 2010 года.

## История
Гонка была создана в 2010 году. Одновременно в её рамках проводится Чемпионат Гуама по шоссейному велоспорту в дисциплине групповая гонка.
В 2018 году вошла в созданный календарь Pacific Open Road and Mountain Bike Calendar который направлен на развитие велоспорта в Тихом океане.
В 2020 году гонка была отменена из-за пандемия COVID-19. Вместо неё было проведено виртуальное мероприятие. Гонщики заочно соревновались в течение двух недель с использованием сервиса Strava и GPS-устройств, пытаясь преодолеть реальную трассу с лучшим временем.
Маршрут гонки проходит по центральной и южной частям острова, стартуя и финишируя в его столице — городе Хагатна. Он включает несколько подъёмов до высот в диапазоне от 100 до 240 метров. Дистанция гонки составляет чуть больше 100 км и включает несколько подъёмов от 100 до 240 метров с суммарным набором высоты почти 2000 метров.
В гонке участвуют представители таких стран как Австралия, Республика Корея, Словакия, Филиппины, Франция, Япония. Организатором выступает Федерация велоспорта Гуама (GCF).

## Призёры
| Год  | Победитель       | Второй              | Третий        |          |
| ---- | ---------------- | ------------------- | ------------- | -------- |
| 2010 | Джази Гарсия     | Бен Фергюсон        | Дерек Хортон  |          |
| 2011 | Малкольм Рудольф | Кайл Бейтсон        | Крис Пирсон   |          |
| 2012 | Питер Ломбард    | Дерек Хортон        | Кэмерон О'Нил |          |
| 2013 | Ка Он Чо         | Ёсиаки Филип Мисава | Джон Мартин   |          |
| 2014 | Питер Ломбард    | Ка Он Чо            | Патрик Камачо |          |
| 2015 | Со Джун Ён       | Питер Ломбард       | Патрик Камачо |          |
| 2016 | Марк Галедо      | Джейми Стернадель   | Патрик Камачо |          |
| 2017 | Марк Галедо      | Джэйк Джонс         | Джон Мартин   |          |
| 2018 | Марк Галедо      | Дэн Апоник          | Джейк Гимото  |          |
| 2019 | Марк Галедо      | Эдгар Нохалес Ньето | Кеон Ёп Лим   |          |
| 2020 | отменено         | отменено            | отменено      | отменено |
| 2021 | Райн Матиенцо    | Джон Мартин         | Дэн Апоник    |          |
| 2022 | Хе Он Юн         | Кахири Энделер      | Нильс Вердейк |          |